# Rio Batmane
Batmane (em turco: Batman) é um rio do Oriente Médio, o maior afluente do rio Tigre, juntando-se próximo à fonte do Tigre chamada Dicle, no sudeste da Turquia.

## Geografia
Origina-se no Antitauro (nas montanhas Sason e Genç) e percorre aproximadamente de norte a sul, passando próximo da cidade de Batmane e formando a fronteira natural entre as províncias de Batmane e Diarbaquer. A histórica ponte Malabari (construída em 1146-1147) cruzou o rio próximo à cidade de Silvan. A região junto com o rio Batman é conhecido por seus campos de petróleo. A barragem de Batmane (em turco: Batman Baraji) foi construída em 1999 rio acima, junto com o reservatório e usina hidrelétrica associados.
O rio é mais amplo cerca de 100 metros a direita após sair da barragem, mas então estreita cerca de 50 metros e forma numerosas cisões ao longo de seu caminho para o Tigre. Seu leito é irregular em muitos lugares o que provoca alagamento. Um afluente do Batmane, o rio Ilu, origina-se no monte Raman ao sul da cidade de Batmane e flui através do nordeste da cidade no rio Batmane. Apesar de ser um pequeno rio, ausente em muitos mapas, Ilu desempenha um importante papel para a província, pois suas enchentes da primavera afetam a capital provincial. As enchentes dos rios Ilu e Batmane ocorrem entre março e abril e às vezes em outubro-novembro. Grandes enchentes ocorrem em 1969 (abril, 60 edifícios danificados), 1972 (abril e maio, 210 edifícios danificados), 1991 (novembro, 500 edifícios inundados), 1995 (março, perto de 1000 edifícios submersos e 450 danificados) e 2006 (outubro, 11 pessoas mortas e 20 feridas).

## História

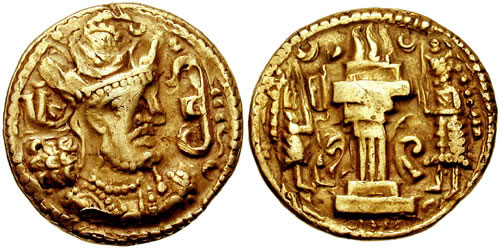
Dinar de ouro de Sapor II r.

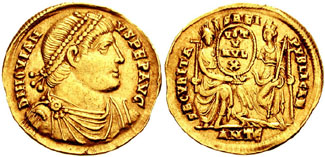
Soldo de Joviano r.

Na Antiguidade, o rio Batmane foi conhecido como Calate, um nome que significou "noiva" para o povo siríaco que povoava a área; foi assim traduzido em grego como Nínfio (em grego: Νυμφίος; romaniz.: Nymphios; em latim: Nymphius) e Ninfeu (em grego: Νυμφαῖος; romaniz.: Nymphaios; em latim: Nymphaeus). Entre os árabes foi conhecido como Satidama, que significa "o sangrento", refletindo as batalhas travadas próximo dele.
A planície do rio foi muito fértil e o pequeno Estado de Chupria floresceu ali. Em 672 a.C., os assírios conquistaram a região. Mais tarde, a planície pertenceu ao Império Neobabilônico e então ao Império Aquemênida. Com o colapso dos domínios aquemênidas e o surgimento de inúmeros Estados sucessores, provavelmente pertenceu à Armênia. Nessa época, a principal localidade foi Tigranocerta, fundada por Tigranes II (r. 95–55 a.C.), e o local da derrota dele nas mãos do general romano Lúculo em 69 a.C.. É quase certamente identificável com Martirópolis (atual Silvan).
O rio Ninfeu fez parte da fronteira desenhada pelo imperador romano Joviano (r. 363–364) e o xá sassânida Sapor II (r. 309–379) em 363. A província local, chamada Sofanena, foi concedida a um duque (governador militar), que residiu em Martirópolis. Segundo Procópio de Cesareia, o imperador Justiniano (r. 527–565) foi o primeiro a melhorar essa zona da fronteira. Entre 583-591 e novamente durante a guerra bizantino-sassânida de 602-628, a planície do Ninfeu foi palco de inúmeras escaramuças entre gregos e persas.
Na literatura internacional, o nome Batmane entrou em uso desde o século XIX, ao passo que no século XVIII e antes disso foi principalmente referido como Nínfio, entre outros nomes. A origem do nome Batmane é incerto: pode ser uma abreviação do nome da montanha Bati Raman localizada próxima ou refere-se a unidade de peso usada no Império Otomano.